# Enargia jordani
Enargia jordani là một loài bướm đêm trong họ Noctuidae.